# Animal Kingdom
Animal Kingdom är en australisk film från 2010, skriven och regisserad av David Michôd. I rollerna ses bland andra Ben Mendelsohn, Joel Edgerton, Guy Pearce, Luke Ford, Sullivan Stapleton, Jacki Weaver och James Frecheville. Filmen har mottagit flera utmärkelser och nomineringar, särskilt Jacki Weaver, som bland annat nominerats till en Oscar.  
Filmen är löst baserad på den kriminella familjen Pettingill som verkade i Melbourne på 1980-talet.

## Handling
Den sjuttonåriga Joshua 'J' Cody (James Frecheville) tvingas flytta till sin farmor, som han inte känner, efter att hans mor dött av en överdos heroin. Farmodern, Janine 'Smurf' Cody (Jacki Weaver), är matriark i en ökänd kriminell familj i Melbourne. Hennes tre söner, the Cody Boys, bor hos henne. Den äldste, Andrew 'Pope' Cody (Ben Mendelsohn), är bankrånare, mellanbrodern, Craig (Sullivan Stapleton), är en framgångsrik, men labil knarkhandlare. Den yngsta brodern, Darren (Luke Ford), styrs av de äldre bröderna.
J åker bil med sin farbror Craig, när denne blir förolämpad vid ett trafikljus av en man i en bil bredvid. Efter att ha gett J ett skjutvapen så följer han efter mannen och hans sällskap till en gränd och mannen hoppar ut och muckar gräl med Craig. Craig säger åt J att komma ut ur bilen och skrämma bort dem. Senare beger sig Popes bästa vän och kumpan, Barry 'Baz' Brown, för att träffa Pope i ett köpcentrum, för att prata om att han vill sluta begå brott och slå sig till ro med familjen. Han föreslår att han och Pope ska börja ägna sig åt aktiehandel. När han går blir han ihjälskjuten av polisen, efter att han berättat att Pope gått. J ombeds att stjäla en bil och ställa den mitt i gatan. Två polismän anländer till platsen, går i fällan och dödas av Pope, Craig och Darren.
Följande dag arresteras Pope, Darren och J, där polisen Nathan Leckie, engagerar sig i J:s situation och försöker hjälpa honom. De tre släpps senare. Craig har lyckats fly till en väns hus i Victoria, men upptäcker där att han är bevakad. Craig försöker fly, men dödas av polisen. J blir anhållen av Leckie för att han drack alkohol trots att han var minderårig och tas till ett hotell. Där får han förslaget att få vittnesskydd i utbyte mot att han vittnar mot släkten. J vägrar. 
Medan J är omhändertagen av polisen, dödar Pope J:s flickvän Nicky (Laura Wheelwright), eftersom Darren trott att hon pratat med polisen. Detta leder till att Pope och Darren anhålls. På grund av att Craig och Baz dödats och Pope och Darren sitter anhållna så beslutar Smurf att hennes sonson J måste dö, eftersom han kan komma att bli ett viktigt vittne mot dem. Han lyckas dock fly och träffar Smurf och säger till henne att han inte kan leva på det här sättet och att han vill hjälpa till att frita Pope och Darren från häktet. För att göra detta, så ordnar familjens advokat ett kryphål genom J:s svar, så att de kan bli frigivna. Leckie besöker J, och frågar honom om han funnit sin plats i livet.
Efter att Pope och Darren blivit frigivna återvänder J till Smurfs hem. Pope kommer in och börjar tala med honom, men J skjuter honom i huvudet. I slutscenen går J till vardagsrummet för att krama om sin farmor, som känner sig mycket illa till mods.

## Rollista
- Ben Mendelsohn som Andrew 'Pope' Cody
- Joel Edgerton som Barry 'Baz' Brown
- Guy Pearce som Nathan Leckie
- Luke Ford som Darren Cody
- Jacki Weaver som Janine 'Smurf' Cody
- Sullivan Stapleton som Craig Cody
- James Frecheville som Joshua 'J' Cody
- Dan Wyllie som Ezra White
- Anthony Hayes som Justin Norris
- Laura Wheelwright som Nicky Henry
- Mirrah Foulkes som Catherine Brown
- Justin Rosniak som Randall Roache
- Susan Prior som Alicia Henry
- Clayton Jacobson som Gus Emery
- Anna Lise Phillips som Justine Hopper